# Only a Northern Song
«Only a Northern Song» (с англ. — «Лишь северная песня») — песня, написанная Джорджем Харрисоном и исполненная группой «Битлз». Песня была записана во время сессий, посвящённых альбому Sgt. Pepper's Lonely Hearts Club Band, однако была выпущена на альбоме Yellow Submarine (вошла также в одноимённый мультфильм).
По мнению отдельных критиков песня является личным порицанием Харрисоном музыкальной индустрии «Битлз».

## О песне
По словам самого Харрисона, песня была лишь «шуткой по отношению к Ливерпулю, благословенному городу на севере Англии». Одновременно текст песни являлся отсылкой к компании Northern Songs: поскольку Харрисон был участником компании лишь как «автор песен», Леннон и Маккартни (имевшие по 15% процентов акций компании, тогда как Харрисон — лишь 0,8%) получали за его опубликованные песни намного больше, чем он сам. Определённая обида Харрисона проявляется как в несколько странных модуляциях, так и в «скрытой горечи» текста: «Не важно, что за аккорды я играю, или что за слова я говорю, или время дня: всё это — лишь северная песня».

## Запись песни
Группа начала студийную работу над песней 13 февраля 1967 года (под рабочим названием «Not Known») во время работы над альбомом Sgt. Pepper’s Lonely Hearts Club Band. Было записано 9 дублей ритм-дорожки, из которых четыре были полными. На следующий день Харрисон дозаписал две дорожки основного вокала.
20 апреля группа вернулась к записи этой песни. Вокальные партии, записанные 14 февраля, были отвергнуты; в тот же день были записаны новые партии вокала, дополнительные партии баса, трубы и колокольчиков.
В сборный альбом Anthology 2 была включена другая, несколько более быстрая версия песни, в которой использовался несколько другой текст.
В записи участвовали:
- Джордж Харрисон — вокал, орган, дополнительные эффекты и шумы звукозаписи
- Джон Леннон — фортепиано, колокольчики, дополнительные эффекты и шумы звукозаписи
- Пол Маккартни — бас-гитара, труба, дополнительные эффекты и шумы звукозаписи
- Ринго Старр — ударные

При этом Макдональд не уверен в отношении того, кто именно исполнял партии трубы и колокольчиков.